# Promet Ujedinjenog Kraljevstva
Britanska prometna mreža jedna je od najjačih u svijetu.

## Ceste i željeznice
U Ujedinjenom Kraljevstvu cestovni i željeznički sustavi su vrlo djelotvorni i dobro razgranati na čitavom teritoriju. Mreža cesta i autocesta je vrlo gusta, no unatoč tome promet je često zagušen. Britanski željeznički sustav najstariji je u Europi, no mnogi su njegovi dijelovi, od 1980-tih nadalje, sustavno obnavljani. Željeznička mreža, premda vrlo razgranata, blago zaostaje za najvišim europskim standardima. Godine 1994. otvoren je Eurotunel, sustav tunela ispod La Manchea koji povezuje Ujedinjeno Kraljevstvo s Francuskom.

## Zračni prometi pomorstvo
Britanska vodeća zrakoplovna kompanija British Airways među najjačima je u svijetu, a prati je izvrsna infrastruktura zračnih luka. Najvažnije zračne luke su London (Heathrow i Gatvick), Manchester, Glasgow, Luton, Edinburgh, Birmingham i Prestwick. Još se uvijek dobar dio putničkoga prometa obavlja trajektnim prugama, a najvažnija luka je London.